# Bitwa pod Loano
Bitwa pod Loano – starcie zbrojne, które miało miejsce w dniach 23-24 listopada 1795 podczas wojny z I koalicją antyfrancuską. Francuska Armia Włoch dowodzona przez Barthélemego Louisa Josepha Schérera pokonała połączone armie Austrii i Włoch pod dowództwem Oliviera, hrabiego Wallis.

## Tło konfliktu
We wrześniu 1795 generał dywizji Schérer zastąpił François Kellermanna na stanowisku dowódcy francuskiej Armii Włoch. Przeciwko Francuzom stanęło 30 000 Austriaków i 12 000 Sardyńczyków pod połączonym dowództwem generała (Feldzeugmeister) Josepha Nikolaus De Vins oraz Benedetta z Savoy, księcia Chablais.
Relacje pomiędzy Austriakami a Sardyńczykami były delikatne, pomimo że Sardyńczycy byli prowadzeni przez austriackiego oficera Michelangela Colliego. Politycy w Paryżu naciskali na Scherera, żeby przeprowadził ofensywę. Główny nacisk na to kładł wtedy generał brygady Napoleon Bonaparte, który był wówczas planistą w Ministerstwie Wojny.
Jednym z najbardziej bolących braków zaopatrzenia był brak butów wśród francuskich żołnierzy, którzy musieli się przedzierać przez śnieg, ostre skały i kamienne drogi. Bandażowali sobie stopy, ale było to niewystarczające. Na ich szczęście jeden bryg przedarł się przez brytyjskie okręty i przybył tuż przed bitwą, przywożąc 100 000 racji sucharów oraz 24 000 par butów, podnosząc morale we francuskim obozie. Były one przydzielane w pierwszej kolejności najbardziej cierpiącym, a potem tym, którzy odznaczyli się w akcji. Niestety, duża część armii dalej maszerowała boso.
17 listopada generał dywizji Étienne Charlet zaatakował austriacko-sardyńską armię w Campo di Pietri, zaskakując ją i niszcząc jej okopy, a także zdobywając 3 działa i biorąc do niewoli 500 jeńców. Jednak pogorszenie pogody zmusiło Massene do odłożenia ataku na prawym skrzydle i przeprowadzenia akcji w centrum, by zdobyć pozycje nieprzyjaciela, minąć ich i zaskoczyć od tyłu.
Nieświadomy nadchodzącego ataku De Vins zapadł na chorobę i oddał dowództwo siłami koalicji FZM Wallisowi.

## Pole bitwy
Centrum francuskiej armii było pod dowództwem generała Andre Masseny i było sformowane z dwóch starych dywizji Armii Włoch. Trzecia dywizja formowała lewe skrzydło dowodzone przez generała dywizji Jeana Séruriera. Prawe skrzydło było pod dowództwem generała dywizji Pierre’a Augereau, który był świeżo mianowany razem z Shererem z armii Pirenejów. Jeszcze jedna dywizja pozostawała w Col de Tende. Tej armii 40 000 ludzi brakowało zapasów, odpowiedniego ubrania i amunicji, od kiedy brytyjska Royal Navy odcięła linie zaopatrzenia do Genui. Armia austriacko-sardyńska miała 53 000 ludzi. Na swoim lewym skrzydle alianckie okopy sięgały morza w Loano na Włoskiej Rivierze. Na swoim prawym skrzydle sięgały gór Piedmonckich z okopami w Ceva, Cuneo i Mondovi. Ta pozycja była stworzona z posterunków nie do zdobycia, połączonych okopami i broniona przez 100 dział.
Schérer przyjechał na pole bitwy, którego nie znał i postanowił skrytykować swoje własne zdolności i przekazać planowanie ataku w ręce bardziej zdolnych generałów w swoim obozie. Generał Masséna udowodnił już, że jest najbardziej zdolnym z jego kolegów i przez to został wybrany do planowania bitwy.

## Przebieg bitwy
Francuzi przeprowadzili trzy ataki – jeden pozorowany i dwa prawdziwe. Schérer wysłał Augereau i prawe skrzydło na Borghetto Santo Spirito, aby otoczyć lewą flankę armii koalicji. W międzyczasie Sérurier i lewe skrzydło przy Ormea powstrzymywało wroga przed przesunięciem z niego sił. 22 listopada Massena wysłał dwie dywizje z Zuccarello, aby zaatakować centrum wroga. Z samego rana przed atakiem wygłosił krótką mowę, aby podnieść morale swoich wojsk, mówiąc, że zwycięstwo leży w ich bagnetach.
Masséna zdobył w tym natarciu wszystkie pozycje wroga aż do Bardineto. Dopiero tam Austriacy zorganizowali zacięty opór, który zmusił go do wprowadzenia odwodów i walka rozgorzała na nowo. Charlet zaatakował pierwszy okopy wroga, ale otrzymał śmiertelną ranę. Jego śmierć doprowadziła oddziały francuskie do furii i kolejne fale piechoty ruszyły do natarcia na bagnety, doprowadzając do ucieczki wroga.
W tym czasie Augereau z powodzeniem zaatakował lewe skrzydło z Loano, uderzając na wzgórza zajęte przez generała-majora Eugène-Guillaume Argenteau, zdobywając pozycję jedną po drugiej. Grand Castellaro bronione przez Mathiasa Rukavina i jego 1200 ludzi stawiło większy opór. Augereau w końcu rozkazał Rukavinie złożyć broń, ale nie zaakceptował austriackich warunków, które pozwalałyby opuścić pozycję z bronią i ekwipunkiem. Pomimo to francuski generał dał mu 10 minut na bezwarunkową kapitulację. Rukavina odmówił, pomimo że Augereau postawił przed nim całą brygadę Claude’a Victora. Miał to być początkowo tylko środek odstraszający, ale Rukavina chciał zginąć w chwale i uderzył ze swoimi ludźmi ze swojej obronnej pozycji na 117 i 118 pół brygady piechoty. Zmusił je do odwrotu pomimo ognia krzyżowego innych jednostek. Wprawiło to w osłupienie francuskie wojska, które podziwiały odwagę Austriaków.
Jednakże austriacko-sardyńskie wojska zebrały się w Mont Carmelo, aby wyrwać zwycięstwo z rąk wroga, którego uważały za wyczerpanego 10 godzinami walki. Rozumiejąc to, Schérer nadszedł ze swoim prawy skrzydłem, ale wahał się, będąc niepewnym, co się stało z Masséną w centrum. Po otrzymaniu wiadomości od Massény, potwierdzającej, że wszystko idzie zgodnie z planem, rozpoczął sam atak, ale nagle mgła z niewielkimi opadami śniegu i gradu zaczęła wpływać na widoczność, odcinając światło słoneczne i uniemożliwiając tym samym pościg. Całe oddziały zostały powalone przez tę zmianę pogody i zmuszone do wycofania się, zostawiając działa, kasetony i namioty. Augerea ścigał wroga z lekkimi oddziałami, podczas gdy Masséna maszerował pomimo problemów i rozkazał pułkownikowi Barthélemy Joubert okupować Saint-Jacques. Wszystko, co pozostało Austriakom, to ścieżki górskie i dolina Bormida.
Wtedy Sérurier, który 23 i 24 listopada musiał tylko powstrzymywać austriacko-sardyńskie prawe skrzydło, przeprowadził w końcu ostre natarcie na armię sardyńską i pobił ją zupełnie, zdobywając wszystkie działa i zmuszając ją do połączenia z resztkami sił Argenteau w okopanym obozie w Ceva.

## Rezultaty
Z 25 000 żołnierzy Francuzi stracili 2500 zabitych i rannych, oraz 500 jeńców. Straty koalicji oscylowały wokół 3000 zabitych i rannych oraz 4000 jeńców z 18 000 ludzi obecnych na placu boju.
Francuzi zawdzięczali zwycięstwo całkowicie odważnemu planowaniu Massény. Zwycięstwo nie było całkowite z powodu ostrożności Schérera i źle zorganizowanego pościgu oraz nastania zimowej pogody. Zaraz po bitwie obie armie odeszły na leża zimowe.
Jednakże Loano umożliwiło Francuzom odnowienie linii zaopatrzenia oraz dało im pozycję w Alpach Liguryjskich, która została wykorzystana przez generała Bonaparte w kampanii Montenotte w kwietniu 1796.